# ケーニッツ
ケーニッツ（ドイツ語：Köniz）は、スイス連邦ベルン州にある基礎自治体（ゲマインデ）。

## 歴史
街の歴史は古く、青銅器時代、鉄器時代、ローマ時代、中世初期の遺物が数多く発見されている。現在、プロテスタント教区教会のある最古のエリアは、西暦約1100年頃のものである。おそらくこの場所に、更に前の時代の建造物が立っていたと思われるが、考古学的調査での証拠は今のところ見つかっていない。ケーニッツは、"Chunicis"の名前で1011年に初めて言及されている。
この教区は現在の基礎自治体だけでなく、約5KM離れたベルンも含んでいた。